# A Western Maid
A Western Maid ist ein US-amerikanischer Western-Kurzfilm aus dem Jahr 1909, inszeniert von Gilbert M. Anderson für die Essanay Film Manufacturing Company. 

## Handlung
Nell Hargrave lebt mit ihrem Vater, einem Ladenbesitzer und Postagenten, in Dobson’s Grove, Texas. Als eine Goldsendung für die Southwestern Mining Company per Postkutsche zum Laden gebracht wird, planen drei Banditen einen Überfall. Nell erkennt die Situation, bringt die Pferde der Angreifer außer Reichweite und reitet zur Trumbull-Ranch, um Hilfe zu holen.
Mit mehreren Cowboys kehrt sie zurück, befreit ihren Vater und verfolgt die fliehenden Täter. Zwei von ihnen werden bei einem Schusswechsel gestellt, der dritte entkommt mit dem Geld. Nell gelingt es, auch ihn zu überwältigen. Der Film endet mit einer Szene, in der der Bandit einräumt, von einer Frau besiegt worden zu sein.

## Produktion und Veröffentlichung
Der Film wurde von der Essanay Film Manufacturing Company in Chicago produziert und am 31. Dezember 1909 veröffentlicht. Er war als Einakter mit einer geschätzten Laufzeit von etwa zehn Minuten Teil des regulären Kurzfilmprogramms. Die Hauptrolle wurde von einer weiblichen Darstellerin übernommen, deren Name in den bekannten zeitgenössischen Quellen nicht genannt wird. Gilbert M. Anderson war als Autor und Regisseur beteiligt; eine Mitwirkung als Darsteller ist nicht gesichert.
Zeitungsanzeigen belegen Vorführungen in zahlreichen US-amerikanischen Städten, verteilt über mehr als 30 Bundesstaaten, in einem Zeitraum von Januar bis mindestens November 1910.

## Rezeption
Zeitgenössische Zeitungsanzeigen und die Fachzeitschrift ''The Moving Picture World'' (8. Januar 1910) berichteten über eine handlungsbetonte Inszenierung mit Reitszenen, Schusswechseln und einer weiblichen Hauptfigur mit aktiver Funktion.

## Bedeutung
Der Film entstand in der frühen Phase des US-amerikanischen Westerns und gehört zu den Einaktern, die um 1910 von der Essanay Film Manufacturing Company produziert wurden. Die Handlung zeigt eine weibliche Hauptfigur mit aktiver Funktion. Gilbert M. Andersons Beteiligung weist auf die frühe Entwicklung des Genres hin.